# راش جنوب چین
راش جنوب چین (نام علمی: Fagus longipetiolata) نام یک گونه از سرده راش است.